# Termy

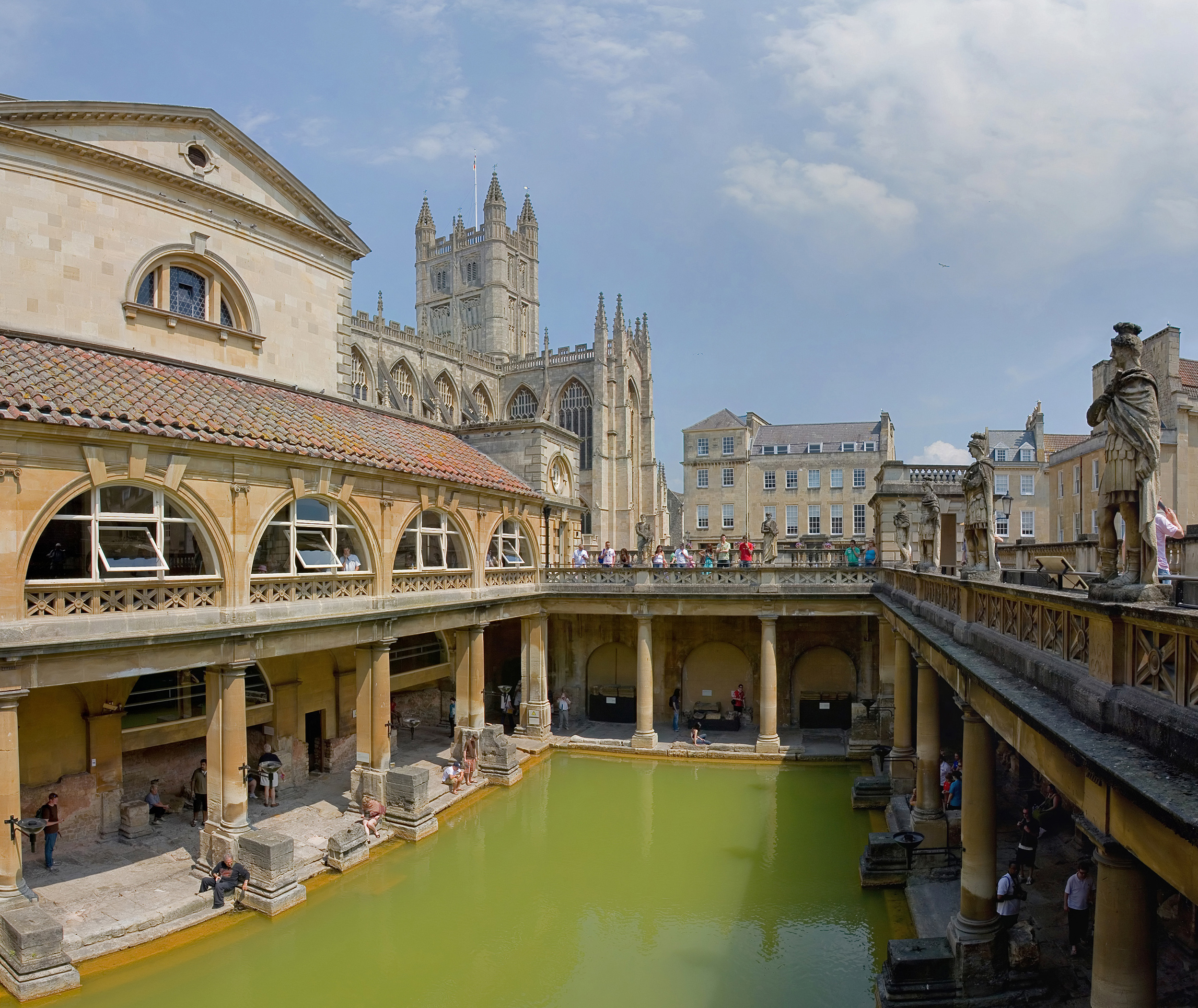
Część starożytnych łaźni rzymskich zachowanych w kąpielisku w angielskim Bath

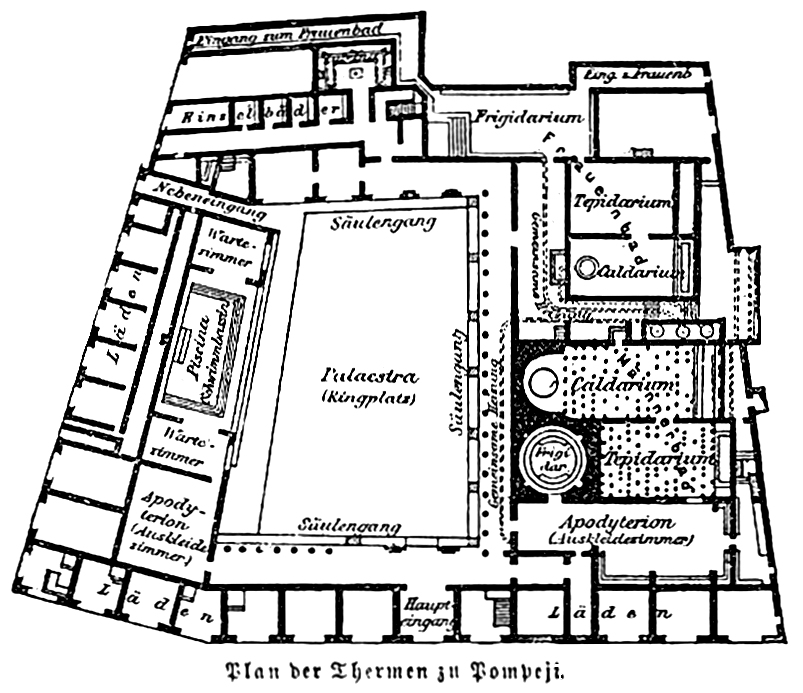
Plan term w Pompejach

Termy (łac. thermae od gr. θερμός thermos – „ciepło”) – w starożytnym Rzymie łaźnie publiczne. 
Był to zespół obiektów usytuowanych na rozległym terenie, w określonym czasie bezpłatnie dostępnych dla wszystkich. Do głównych funkcjonalnych części term należały:
- szatnie (apodyterium)
- baseny z zimną wodą (frigidarium)
- baseny z ciepłą wodą (tepidarium)
- baseny z gorącą wodą (caldarium)
- łaźnie parowe (laconicum)
- sale masażu (elaeothesium, unctorium), gdzie namaszczano olejkami
- sale wypoczynkowe, westybule, palestra, biblioteka itp.

Termy zaopatrywane były akweduktami w źródlaną wodę. Pomieszczenia z basenami i salę do wypoczynku ogrzewano gorącym powietrzem rozprowadzanym w przestrzeni pod podłogą, za pomocą systemu zwanego hypocaustum. Poza tymi pomieszczeniami w kompleks term wchodziły także boiska, sale gimnastyczne, stadiony, eksedry i portyki przeznaczone dla wypoczywających i prowadzących życie towarzyskie, biblioteki, pokoje muzyczne, bufety, sale gier w kości itp. Obiekty rozmieszczone były wśród zieleni. Pomieszczenia zdobione rzeźbami miały inną bogatą dekorację: posadzki wykładane mozaikami, ściany wykładane marmurem, zdobione malowidłami.
Najstarsze termy z II w. p.n.e. zostały odkopane w Pompejach. Upowszechniły się w I wieku p.n.e. W tym okresie przeobraziły się w ogromne kompleksy. Do najsłynniejszych należały termy zbudowane przez cesarzy: Tytusa, Domicjana, Karakallę, Dioklecjana, Konstantyna. Budowane były nie tylko w Rzymie, ale na terenie całego imperium np. w Patarze z I w., Paryżu i Hierapolis (Pamukkale) z przełomu II i III w., Trewirze z IV w., Aleksandrii.
Obraz ruchliwego życia w termach daje Lucius Anneus Seneka w Listach moralnych do Lucyliusza:
„Mieszkam tuż obok term. Wyobraź sobie więc te najprzeróżniejsze głosy, których już uszy ścierpieć nie mogą. Siłacze ćwiczą i wyrzucają w górę ręce obciążone ciężarami [...]; kiedy trafi się jakiś próżniak, któremu sprawiają przyjemność pospolite masaże, słyszę klaskanie dłoni o ciało [...] A jak się zjawi sędzia sportowy i zacznie liczyć piłki - to już koniec [...] Masz dalej tych, co skaczą do wody z impetem, rozbijając ją, [...] wyobraź sobie piszczący i skrzekliwy głos niewolnika - depilatora [...] Dodaj najprzeróżniejsze nawoływania sprzedających ciastka i masarza i cukiernika, z których każdy na swój sposób ale zawsze głośny, reklamuje swój towar”.